# Ophiocordycipitaceae
Ophiocordycipitaceae G.H. Sung, J.M. Sung, Hywel-Jones & Spatafora, 2007 è una famiglia di funghi dell'ordine Hypocreales.

## Tassonomia

### Generi
I generi di questa famiglia sono indicato di seguito.
- Chaunopycnis
- Didymobotryopsis
- Elaphocordyceps
- Hirsutella
- Hymenostilbe
- Mahevia
- Ophiocordyceps
- Paraisaria
- Polycephalomyces
- Purpureocillium
- Tolypocladium
- Trichosterigma
- Troglobiomyces
- Syngliocladium
- Synnematium[2]